# Le Pont-Chrétien-Chabenet
Le Pont-Chrétien-Chabenet é uma comuna francesa na região administrativa do Centro, no departamento de Indre. Estende-se por uma área de 9,03 km². Em 2010 a comuna tinha 938 habitantes (densidade: 103,9 hab./km²).